# Fidé
Los Fidés de Saboya son una pasta tradicional de la cocina de Saboya que tiene la forma de cabello de ángel. Su nombre proviene de una cacerola de hierro fundido especial llamada fide, diseñada para ser utilizada en cocinas de leña.
Generalmente se sirven como acompañamiento de platos con salsas como estofados y guisos. 
Los fidés se elaboran a partir de una masa hecha de harina de trigo y agua. La masa se pasa por una prensa con una matriz con agujeros para dar forma a los fidés. Las pastas resultantes se secan antes de ser cocinadas.
Son apreciados por su textura delicada y su capacidad para absorber los sabores de los platos con los que se acompañan. Su forma larga y fina los hace perfectos para mezclarse con salsas o caldos.

## Cocción «à la fidé»
La cocción tradicional de los fidés se realiza en una cocotte (cacerola de hierro fundido) siguiendo un método específico. Primero, se saltean ligeramente cebolla y ajo en mantequilla, y luego se agregan los fidés secos. Se añade caldo de a poco, cucharón por cucharón, de forma gradual hasta que los fidés estén cocidos. Luego se mezclan con queso Beaufort.
Esta técnica permite que los fidés absorban gradualmente el líquido, lo que contribuye a su ternura y a su absorción de los sabores del caldo. Esto facilita un mayor control en la cocción.